# Nico Hischier
Nico Hischier (ur. 4 stycznia 1999 w Brig-Glis, Szwajcaria) – hokeista szwajcarski, gracz ligi NHL, reprezentant Szwajcarii.
Wybrany w NHL Entry Draft 2017 z numerem 1, 15 lipca 2017 podpisał trzyletni kontrakt z New Jersey Devils. Zadebiutował 7 października a pierwszy punkt (asystę) zaliczył w drugim swoim występie 9 października.

## Kariera klubowa
- SC Bern (2015 - 19.07.2016) 
  -  EHC Visp (2015 - 2016)
- Halifax Mooseheads (19.07.2016 - 15.07.2017)
- New Jersey Devils (15.07.2017 -

## Kariera reprezentacyjna
- Reprezentant Szwajcarii na MŚJ U-18 w 2016
- Reprezentant Szwajcarii na MŚJ U-18 w 2017
- Reprezentant Szwajcarii na MŚJ U-20 w 2016
- Reprezentant Szwajcarii na MŚJ U-20 w 2017
- Reprezentant Szwajcarii na MŚ w 2019, 2021, 2022